# Wrong One to Fuck With
Wrong One to Fuck With är det amerikanska death metal-bandet Dying Fetus åttonde fullängdsalbum, utgivet den 23 juni 2017 av Relapse Records.

## Låtlista
| Nr  | Titel                     | Längd |
| --- | ------------------------- | ----- |
| 1.  | Fixated on Devastation    | 4:05  |
| 2.  | Panic Amongst the Herd    | 3:18  |
| 3.  | Die with Integrity        | 5:14  |
| 4.  | Reveling in the Abyss     | 6:29  |
| 5.  | Seething with Disdain     | 5:33  |
| 6.  | Ideological Subjugation   | 5:19  |
| 7.  | Weaken the Structure      | 5:01  |
| 8.  | Fallacy                   | 4:30  |
| 9.  | Unmitigated Detestation   | 5:20  |
| 10. | Wrong One to Fuck With    | 4:52  |
| 11. | Induce Terror (bonusspår) | 4:18  |

## Medverkande
- John Gallagher – gitarr, sång
- Sean Beasley – elbas, sång
- Trey Williams – trummor